# 5. september
5. september er dag 248 i året i den gregorianske kalender (dag 249 i skudår). Der er 117 dage tilbage af året.
Reginas dag. Regina er en ung pige fra Østfrankrig. Omkring år 300 bliver hun fængslet, tortureret og dræbt for sin kristne tro, 15 år gammel.
Dagen blev i 2009 udråbt til flagdag for Danmarks udsendte.

### Begivenheder
Født - Dødsfald
- 1174 - Katedralen i Canterbury ødelægges af brand.
- 1774 - 13 nordamerikanske kolonier mødes for første gang i Philadelphia.
- 1794 - En forordning fastslår, at kvaksalvere er en fare for almuens helbred.
- 1800 - Franske besættelsestropper på Malta overgiver sig til englænderne.
- 1819 - Den såkaldte Jødefejde bryder ud i København.
- 1899 - Med underskrivelsen af Septemberforliget får arbejdsmarkedet en grundlov, der giver arbejderen ret til organisering og arbejdsgiverne ret til at lede og fordele arbejdet.
- 1905 - Krigen i Korea og Manchuriet mellem Japan og Rusland afsluttes.
- 1914 - Den franske hær indleder offensiv mod tyskerne, som truer Paris.
- 1914   - Slaget ved Marne (det første af tre) indledes.
- 1915 - Zar Nikolaj 2. overtager kommandoen over den russiske hær efter storhertug Nikolaj.
- 1938 - Den 10. Rigspartidag åbner i Nürnberg.
- 1939 - USA erklærer sig neutralt.
- 1960 - Cassius Marcellus Clay erobrer olympisk guld i letsværvægt.
- 1970 - Salvador Allende vinder præsidentvalget i Chile og erklærer, at banker og større industrier vil blive nationaliseret.
- 1972 - Medlemmer af den palæstinensiske gruppe Sorte September angriber den israelske gruppe i den olympiske landsby i München. En træner og en atlet dræbes, og ni andre tages som gidsler. Alle ni dræbes under et befrielsesforsøg.
- 1975 - USA's præsident Gerald Ford undgår et mordforsøg i Sacramento.
- 1977 - Voyager 1 opsendes.
- 1978 - I Camp David starter forhandlinger om Mellemøsten mellem Jimmy Carter, Anwar Sadat og Menachem Begin.
- 1980 - Skt. Gotthardtunnelen, verdens på det tidspunkt længste vejtunnel, indvies i Schweiz.
- 1982 - Efter Anker Jørgensen-regeringens tilbagetræden udnævnes Poul Schlüter til kgl. undersøgelsesleder og indleder forhandling om dannelse af en flertalsregering.
- 1995 - Danmark udleverer den fængslede amerikanske nynazist Gary Lauck til Tyskland.
- 1998 - Danske Ølentusiaster stiftes på en generalforsamling på værtshuset Carlsens Kvarter i Odense.
- 2006 - Terrorsagen fra Vollsmose begynder, da politiet efter en natlig aktion sigter 9 for at have planlagt terrorhandlinger.
- 2006 - Dokumentarprogrammet Operation X - narret til porno blev sendt på TV 2 og afslørede, at “sikker chat”-konsulent Rudy Frederiksen havde udnyttet sit arbejde til at misbruge unge seksuelt.
- 2009 - Danmark afholder sin første officielle flagdag, til ære for danske soldater der er døde i internationale operationer siden 1948
- 2024 - Michel Barnier udpeges af Emmanuel Macron til ny premierminister i Frankrig.

### Født
- 1638 - Louis XIV, fransk konge, Solkongen (død 1715).
- 1735 - Johann Christian Bach, tysk komponist (død 1782).
- 1750 - Robert Fergusson, skotsk digter (død 1774).
- 1781 - Anton Diabelli, østrigsk komponist (død 1858).
- 1791 - Giacomo Meyerbeer, tysk dirigent og komponist (død 1864).
- 1794 - Jens Rasmussen Hübertz, dansk læge (død 1855).
- 1800 - Michael Gottlieb Bindesbøll, dansk arkitekt (død 1856).
- 1809 - Mads Pagh Bruun, dansk politiker og fabrikant (død 1884).
- 1817 - Eiler Hagerup, dansk præst
- 1835 - Rasmus Malling-Hansen, dansk opfinder, forstander og teolog (død 1890).
- 1837 - Janus la Cour, dansk maler (død 1909).
- 1840 - Troels Frederik Troels-Lund, dansk historiker og forfatter (Dagligt liv i Norden i det sekstende århundrede) (død 1921).
- 1847 - Jesse James, amerikansk lovløs (død 1882).
- 1857 - Konstantin Tsiolkovsky, rumfartens fader (død 1935).
- 1871 - Achton Friis, dansk maler og forfatter (død 1939).
- 1871 - Helge Nissen, kgl. dansk kammersanger (død 1926).
- 1888 - Sarvepalli Radhakrishnan, Indiens præsident 1962-1967 (død 1975).
- 1892 - Therkel Mathiassen, dansk arkæolog og etnograf (død 1967).
- 1902 - Daryl F. Zanuck, amerikansk filmproducer (død 1979).
- 1904 - Lili Heglund, dansk skuespiller (død 1992).
- 1915 - Johannes W. Jacobsen, dansk præst, forstander og biskop (død 2003).
- 1926 - Anders Ølgaard, dansk økonom, tidligere overvismand (død 2009).
- 1929 - Andrian Nikolajev, sovjetisk kosmonaut (død 2004).
- 1938 - Poul Holm Joensen, dansk teaterchef (død 2023).
- 1940 - Peter Eszterhás, dansk-ungarsk skuespiller og sceneinstruktør.
- 1940 - Raquel Welch, amerikansk skuespillerinde (død 2023).
- 1943 - Marianne Jelved, dansk folketingsmedlem, tidligere formand for Det Radikale Venstre.
- 1944 - Johan de Mylius, dansk professor og litteraturforsker.
- 1944 - Sven Hillebrandt, dansk radiovært (død 2001).
- 1945 - Peter Plenge, dansk jurist, bestyrelsesmedlem og tidligere universitetsdirektør.
- 1946 - Freddie Mercury, zanzibarisk født forsanger i Queen (død 1991).
- 1949 - Michael Meyerheim, dansk tv-vært.
- 1964 - Kresten Schultz Jørgensen, dansk kommunikationsrådgiver.
- 1965 - Josephine Fock, dansk jurist og tidligere partiformand.
- 1967 - Jesper Koch, dansk komponist.
- 1967 - Steen Vindum, dansk kommunalpolitiker og tidligere borgmester.
- 1976 - Dorthe Bjerregaard Knudsen, dansk erhvervsleder.
- 1976 - Rasmus Daugaard, tidligere dansk fodboldspiller.
- 1983 - Emil Thorup, dansk radio- og tv-vært.
- 1984 - Chris Anker Sørensen, dansk professionel cykelrytter (død 2021).
- 1990 - Martin Lekic, international dansk model
- 1995 - PelleB, dansk sanger.

### Dødsfald
- 590 - Authari, langobardisk konge (født ca. 540)
- 1569 - Pieter Brueghel, flamsk maler (født ca. 1527).
- 1759 - Laurids de Thurah, dansk arkitekt (født 1706).
- 1877 - Crazy Horse, siouxhøvding (født 1849).
- 1906 - Ludwig Boltzmann, østrigsk fysiker (født 1844).
- 1922 - Hans Koch, dansk arkitekt (født 1873).
- 1925 - Theodor Hirth, dansk arkitekt (født 1862).
- 1935 - Carl Moltke, dansk politiker og minister (født 1869).
- 1963 - Jesper Peter Jespersen, dansk kaptajn og gymnastikpædagog (født 1883).
- 1970 - Jochen Rindt, tysk racerkører (født 1942).
- 1976 - Lilly Lamprecht, kgl. dansk kammersanger (født 1887).
- 1992 - Inger-Lise Gaarde, dansk visesanger (født 1926).
- 1997 - Moder Teresa, albansk missionær, modtager af Nobels fredspris (født 1910).
- 1997   - Georg Solti, ungarsk dirigent (født 1912).
- 1998 - Verner Panton, dansk arkitekt, designer og grafiker (født 1926).
- 2000 - Palle Nielsen, dansk grafiker (født 1920).
- 2008 - Benjamin Schou, dansk offer for politivold (født 1973).
- 2010 - Corneille, belgisk COBRA-kunstner (født 1922).
- 2015 - Setsuko Hara, japansk skuespillerinde (født 1920).

|  | Denne datoartikel kan blive bedre, hvis der indsættes et (bedre) billede Du kan hjælpe ved at afsøge Wikimedia Commons for et passende billede eller uploade et godt billede til Wikimedia Commons iht. de tilladte licenser og indsætte det i artiklen. |